# Narodowe Centrum Sztuki w Tokio
Narodowe Centrum Sztuki w Tokio (jap. 国立新美術館 Kokuritsu Shin-Bijutsukan; dosł. Nowe Narodowe Muzeum Sztuki) – galeria sztuki w Japonii, usytuowana w Tokio, w Trójkącie Sztuki Roppongi (Art Triangle Roppongi), w dzielnicy Minato. W świecie znana jest pod angielską nazwą The National Art Center, Tokyo. Znajduje się w miejscu zajmowanym wcześniej przez ośrodek badawczy Uniwersytetu Tokijskiego.
Muzeum nie posiada własnej kolekcji. Koncentruje się na organizacji wystaw tematycznych i prezentacji prac z innych galerii. Prowadzi także programy edukacyjne. Posiada Bibliotekę Sztuki, która służy zbieraniu i rozpowszechnianiu informacji dotyczących sztuki.
Muzeum otwarto 21 stycznia 2007 roku. Budynek został zaprojektowany przez architekta Kishō Kurokawę. Powierzchnia użytkowa gmachu wynosi 47 960 m².